# Monts-Dore
Monts-Dore este o arie protejată (sit de importanță comunitară — SCI) din Franța întinsă pe o suprafață de 7.122 ha, integral pe uscat.

## Localizare
Centrul sitului Monts-Dore este situat la coordonatele 45°33′45″N 2°50′52″E / 45.5625°N 2.84778°E.

## Înființare
Situl Monts-Dore a fost declarat arie specială de conservare în baza directivei 92/43 din 1992 referitoare la conservarea habitatelor naturale și a faunei și florei sălbatice pentru a proteja 4 specii de plante și 5 specii de animale.

## Biodiversitate
Situată în ecoregiunea continentală, aria protejată conține 17 habitate naturale: Pajiști uscate europene, Pajiști alpine și boreale, Formațiuni montane de Cytisus purgans, Formațiuni ierboase bogate în specii de Nardus, dezvoltate pe substraturi silicioase în zone montane (și în zone submontane, în Europa continentală), Liziere de ierburi înalte hidrofile de câmpie și de nivel montan până la alpin, Turbării active, Mlaștini turboase de tranziție și turbării mișcătoare, Grohotișuri silicioase de la nivelul montan până la nivelul zăpezii (Androsacetalia alpinae și Galeopsietalia ladani), Pante stâncoase silicioase cu vegetație casmofită, Mlaștini oligotrofe degradate, capabile încă de regenerare naturală, Tufărișuri subarctice cu Salix spp., Formațiuni de Juniperus communis pe lande sau pajiști calcaroase, Roci stâncoase cu vegetație pionieră de Sedo-Scleranthion sau Sedo albi-Veronicion dillenii, Păduri de fag acidofile atlantice, cu subarboret de Ilex și, uneori, de asemenea, Taxus, la nivelul arbuștilor (Quercion robori-petraeae sau Ilici-Fagenion), Pajiști cu Molinia pe soluri calcaroase, turboase sau argilos-nămoloase (Molinion caeruleae), Fânețe montane, Păduri de fag subalpine medio-europene cu Acer și Rumex arifolius.
La baza desemnării sitului se află mai multe specii protejate:
- plante (4): Bruchia vogesiaca, Buxbaumia viridis, Hamatocaulis vernicosus, Orthotrichum rogeri
- mamifere (3): liliac cârn (Barbastella barbastellus), vidră de râu (Lutra lutra), liliac cu urechi mari (Myotis bechsteinii)
- nevertebrate (2): fluturele auriu (Euphydryas aurinia), Lycaena helle

Pe lângă speciile protejate, pe teritoriul sitului au mai fost identificate 18 specii de plante, 6 specii de păsări, 1 specie de amfibieni, 9 specii de nevertebrate, 2 specii de reptile.